# Promachus fitchii
Promachus fitchii là một loài ruồi trong họ Asilidae. Promachus fitchii được Osten-Sacken miêu tả năm 1878.